# Taça de Portugal 1938-1939
La Taça de Portugal 1938-1939 fu la prima edizione della Coppa di Portogallo. La squadra vincitrice fu l'Académica di Coimbra che sconfisse 4-3 il Benfica nella finale del 25 giugno 1939 al Campo das Salésias di Lisbona.

## Partecipanti
- Algarve:  Farense
- Beja:  Luso Beja
- Braga:  Vitória Guimarães
- Castelo Branco:  Covilhã
- Coimbra:  Académica
- Lisbona:  Benfica,  Casa Pia,  Sporting Lisbona,  Carcavelinhos FC,  Belenenses
- Madera:  Nacional
- Porto:  Porto,  Académico
- Setúbal:  Barreirense
- Vila Real:  Vila Real

## Primo Turno
|                  | Risultato |                   | Andata | Ritorno |  |
| ---------------- | --------- | ----------------- | ------ | ------- |  |
| Sporting Lisbona | 9 - 1     | Farense           | 7 - 0  | 2 - 1   |  |
| Porto            | 13 - 4    | Vitória Guimarães | 11 - 1 | 2 - 3   |  |
| Carcavelinhos FC | 4 - 3     | Barreirense       | 2 - 1  | 2 - 2   |  |
| Benfica          | 8 - 1     | Luso Beja         | 5 - 1  | 3 - 0   |  |
| Belenenses       | 12 - 3    | Vila Real         | 3 - 3  | 9 - 0   |  |
| Académico        | 7 - 3     | Casa Pia          | 2 - 3  | 5 - 0   |  |
| Académica        | 8 - 3     | Covilhã           | 5 - 1  | 3 - 2   |  |

## Quarti di finale
|                  | Risultato |                  | Andata | Ritorno |  |
| ---------------- | --------- | ---------------- | ------ | ------- |  |
| Sporting Lisbona | 4 - 2     | Belenenses       | 3 - 1  | 1 - 1   |  |
| Porto            | 7 - 5     | Carcavelinhos FC | 3 - 1  | 4 - 4   |  |
| Nacional         | 0 - 13    | Benfica          | 0 - 9  | 0 - 4   |  |
| Académica        | 7 - 4     | Académico        | 5 - 3  | 2 - 1   |  |

## Semifinali
|                  | Risultato |           | Andata | Ritorno |  |
| ---------------- | --------- | --------- | ------ | ------- |  |
| Porto            | 6 - 7     | Benfica   | 6 - 1  | 0 - 6   |  |
| Sporting Lisbona | 4 - 5     | Académica | 2 - 0  | 2 - 5   |  |

## Finale
| Arbitro: | António Palhinhas (Setúbal) |

|                                                 |           |                                 |
| Manuel da Costa 39’ Gomes 46’ Carneiro 51’, 53’ | Marcatori | 9’, 47’ Rogério Sousa 73’ Brito |

| Académica | Benfica |

### Formazioni
| Académica    |   |                       |
|              |   |                       |
| POR          | 1 | Tibério Antunes       |
| DIF          |   | José Maria Antunes    |
| DIF          |   | César Machado         |
| CEN          |   | Octaviano de Oliveira |
| CEN          |   | Bernardo Pimenta      |
| CEN          |   | António Conceição     |
| CEN          |   | Manuel da Costa       |
| CEN          |   | Alexandre Portugal () |
| CEN          |   | Faustino Duarte       |
| ATT          |   | Arnaldo Carneiro      |
| ATT          |   | Alberto Gomes         |
| Sostituiti:  |   |                       |
| Allenatore:  |   |                       |
| Albano Paulo |   |                       |

| Benfica       |   |                          |
|               |   |                          |
| POR           | 1 | António Martins          |
| DIF           |   | Gustavo Teixeira         |
| DIF           |   | João Correia             |
| DIF           |   | Álvaro Gaspar Pinto      |
| CEN           |   | Feliciano Barbosa        |
| CEN           |   | Francisco Ferreira ()    |
| CEN           |   | Francisco Albino         |
| CEN           |   | Guilherme Espírito Santo |
| ATT           |   | Alexandre Brito          |
| ATT           |   | Alfredo Valadas          |
| ATT           |   | Rogério de Sousa         |
| Sostituiti:   |   |                          |
| Allenatore:   |   |                          |
| Lippo Hertzka |   |                          |